# Tschechische Suite

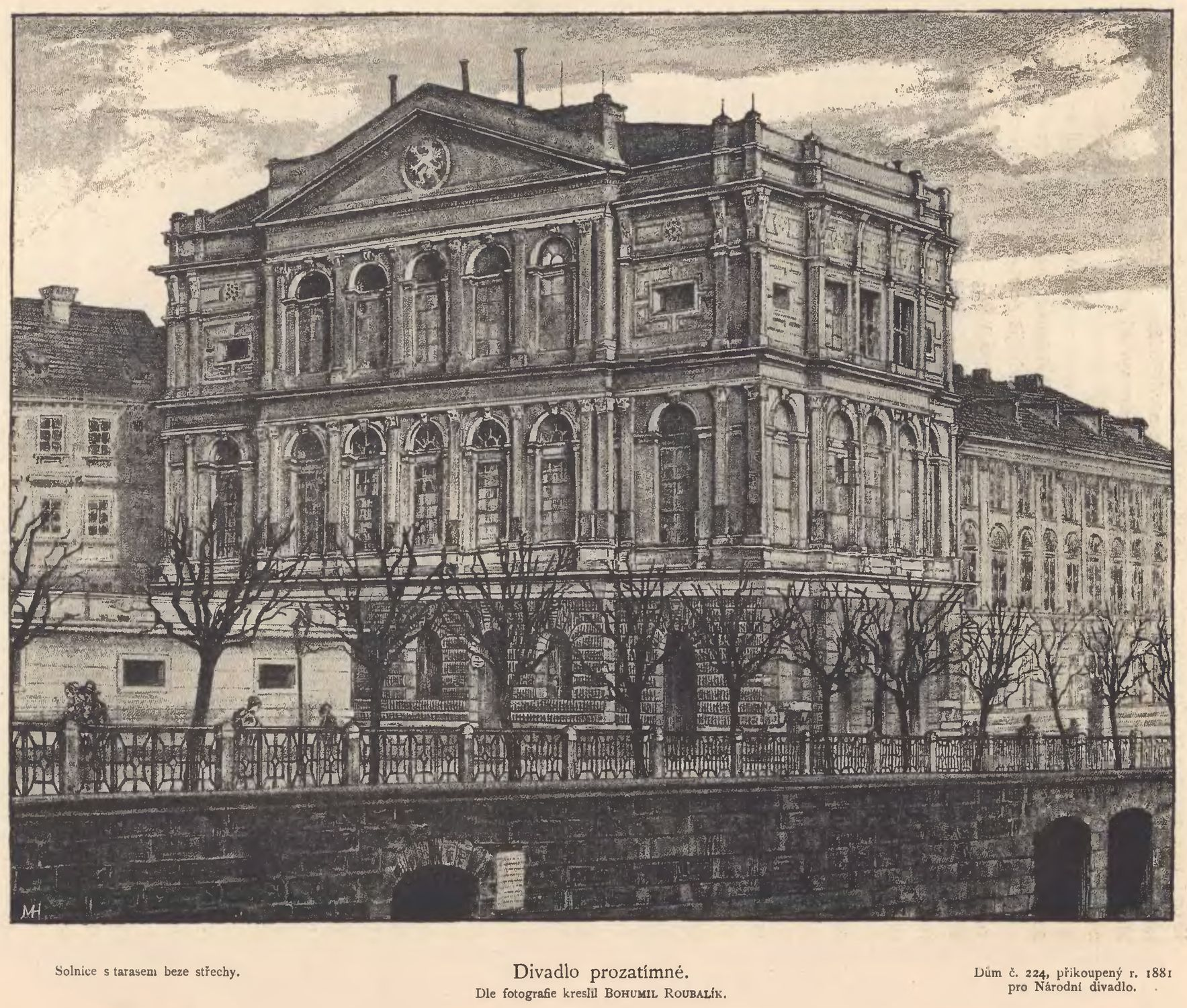
Das ehemalige Interimstheater (Prozatímní Divadlo) in Prag

Die Tschechische Suite (Česká suita) op. 39 ist eine Komposition von Antonín Dvořák.

## Entstehungsgeschichte
Dvořák änderte seinen ursprünglichen Plan, eine weitere Serenade zu komponieren, und entschied sich um zu einer Suite mit tschechischen Volkstänzen. Er begann mit der Komposition am 4. März 1879 und arbeitete an dem Werk parallel zur Komposition seines Streichquartetts op. 51.
Der Name Tschechische Suite wurde erst bei der Uraufführung festgelegt, die am 16. Mai 1879 im Interimstheater (Prozatímní Divadlo) in Prag unter der Leitung von Adolf Čech stattfand. Im deutschen Sprachraum wird das Werk gelegentlich auch als Böhmische Suite bezeichnet. Die Opuszahl 39 ist insofern bemerkenswert, als dass sie ein früheres Kompositionsdatum als 1879 suggeriert. Dvořák wählte diese aufgrund eines Streits mit dem Verleger Fritz Simrock absichtlich. Damit widersetzte er sich der von ihm missbilligten Praxis Simrocks, ältere Werke mit möglichst hohen Opuszahlen zu veröffentlichen, damit sie als neue Werke vermarktbar sind.

## Musik
Die Tschechische Suite hat die Besetzung 2 Flöten, 2 Oboen, 2 Klarinetten, Englischhorn, 2 Fagotte, 2 Hörner, 2 Trompeten, Pauken und Streicher. Sie besteht aus folgenden fünf Sätzen:
1. Preludium (Pastorale). Allegro moderato D-dur
2. Polka. Allegretto grazioso d-moll
3. Sousedská (Minuetto). Allegro giusto B-dur
4. Romance (Romanza). Andante con moto G-dur
5. Finale (Furiant). Presto d-moll/D-dur

Das Preludium hat nur ein Thema. Die erste Violine beginnt mit einer volkstümlichen Melodie, in die Oboe und Viola einstimmen. Die ostinate Begleitung mit Bordunquinten führt zu Assoziationen mit Dudelsack-Klängen.
Die Polka ist der erste Tanzsatz der Suite und hat eine dreiteilige Liedform. Die Rahmenteile haben einen leicht melancholischen Charakter und umschließen ein heiteres Trio in F-dur. Die eingesetzten Instrumente sind genau wie Preludium 2 Oboen, 2 Fagotte, 2 Hörner und Streicher.
In der Sousedská spielen im Vergleich zu ersten beiden Sätzen Flöten und Klarinetten statt Oboen und Hörnern. Dass der Satz sowohl als Sousedská als auch als Menuett bezeichnet ist, weist darauf hin, dass Dvorak hier die Verschmelzung tschechischer Volksmusik mit westeuropäischer Musiktradition betont.
Das Thema der darauf folgenden Romanze wird von Flöte und Streichern eingeleitet. Die weiteren Bläser setzen nach und nach ein; diese sind in diesem Satz 2 Flöten, 2 Oboen, 2 Fagotte, 2 Hörner und ein Englischhorn.
Ein temperamentvoller Furiant in dreiteiliger Liedform, der thematisch an die Romanze anknüpft, schließt die Suite ab. Formal gesehen ist der Mittelteil des Satzes mit seinem Wechsel von 2er und 3er-Rhythmen der eigentliche Furiant. Nur in diesem Satz werden Pauken und Trompeten (sowie die gesamte übrige Besetzung außer dem Englischhorn) eingesetzt, unter anderem bei der effektvollen Steigerung am Schluss des Stücks, das im heiteren D-dur endet.
Aufführungsdauer: ca. 23 Minuten